# Gyldendal (Danemark)
Pour les articles homonymes, voir Gyldendal.
Gyldendal est la deuxième plus ancienne maison d'édition du Danemark. Elle a été fondée en 1770 par Søren Gyldendal. Elle est cotée à la bourse de Copenhague et considérée comme la plus grande maison d'édition du Danemark.

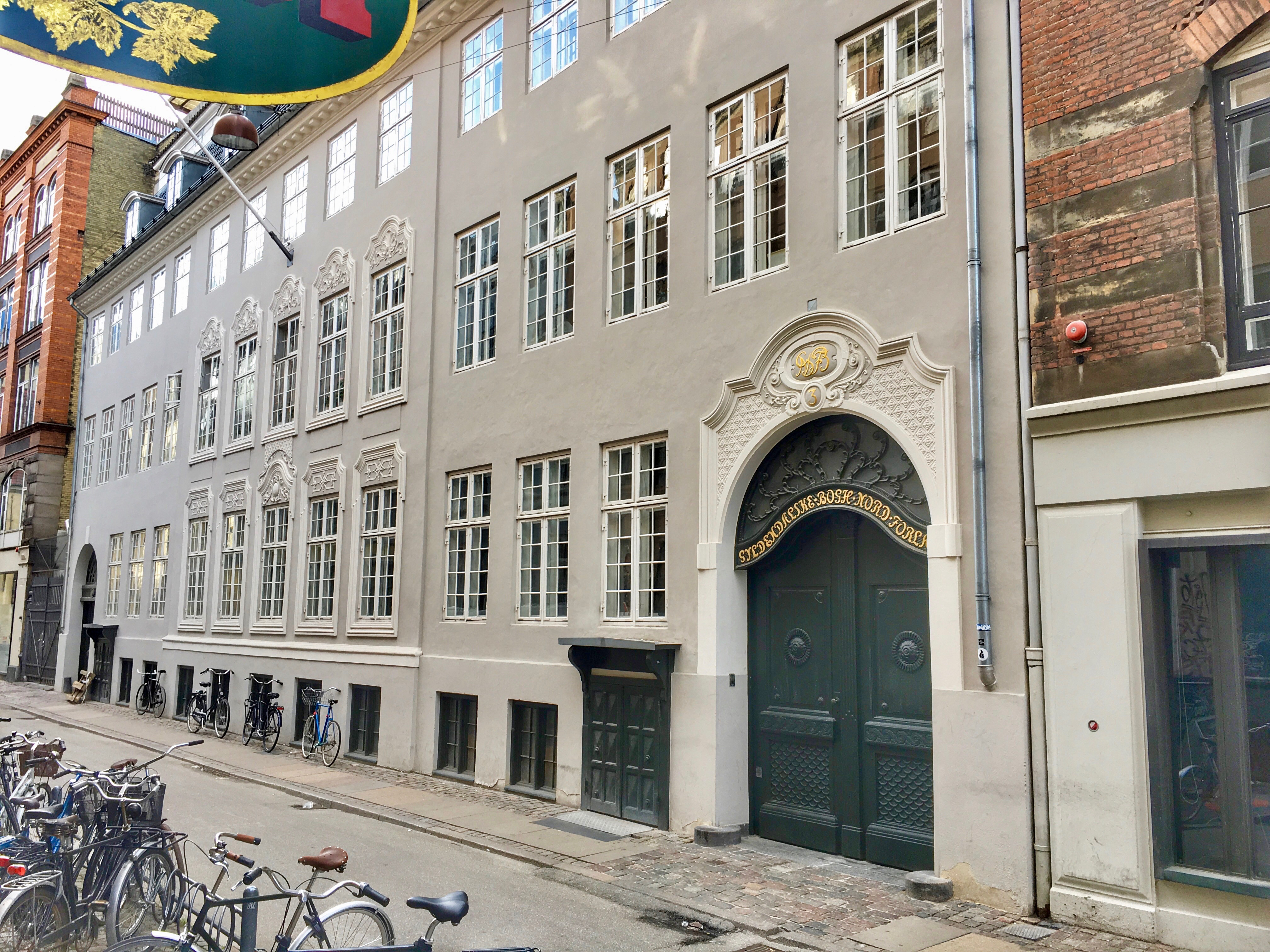
Siège de Gyldendal à Copenhague.

En 2006, Gyldendal a décidé de stopper sa version imprimée de l’Encyclopédie danoise pour développer son encyclopédie sur internet.